# Camaroptera harterti
La camaróptera de Hartert (Camaroptera harterti) es una especie de ave paseriforme de la familia Cisticolidae endémica de Angola.

## Taxonomía
La camaróptera de Hartert fue descrita científicamente en 1911, por el ornitólogo alemán Otto Eduard Graf von Zedlitz und Trützschler, como una subespecie de la camaróptera baladora, con el nombre trinomial de Camaroptera griseoviridis harterti. La localidad tipo fue la ciudad de Canhoca en el norte de Angola. Posteriormente se escindió para ser considerada una especie separada.
El nombre específico, harterti, conmemora al ornitólogo alemán Ernst Hartert, que fue conservador del Museo Rothschild.